# Eurocéphale à couronne blanche
Eurocephalus anguitimens
Espèce
Statut de conservation UICN

 LC  : Préoccupation mineure
L'Eurocéphale à couronne blanche (Eurocephalus anguitimens) est une espèce de passereau de la famille des Laniidae.

## Répartition
Cet oiseau se trouve en Afrique du Sud, en Angola, au Botswana, au Mozambique, en Namibie et au Zimbabwe.

## Habitat
Ses habitats naturels sont les savanes et les forêts sèches subtropicales ou tropicales.

## Description

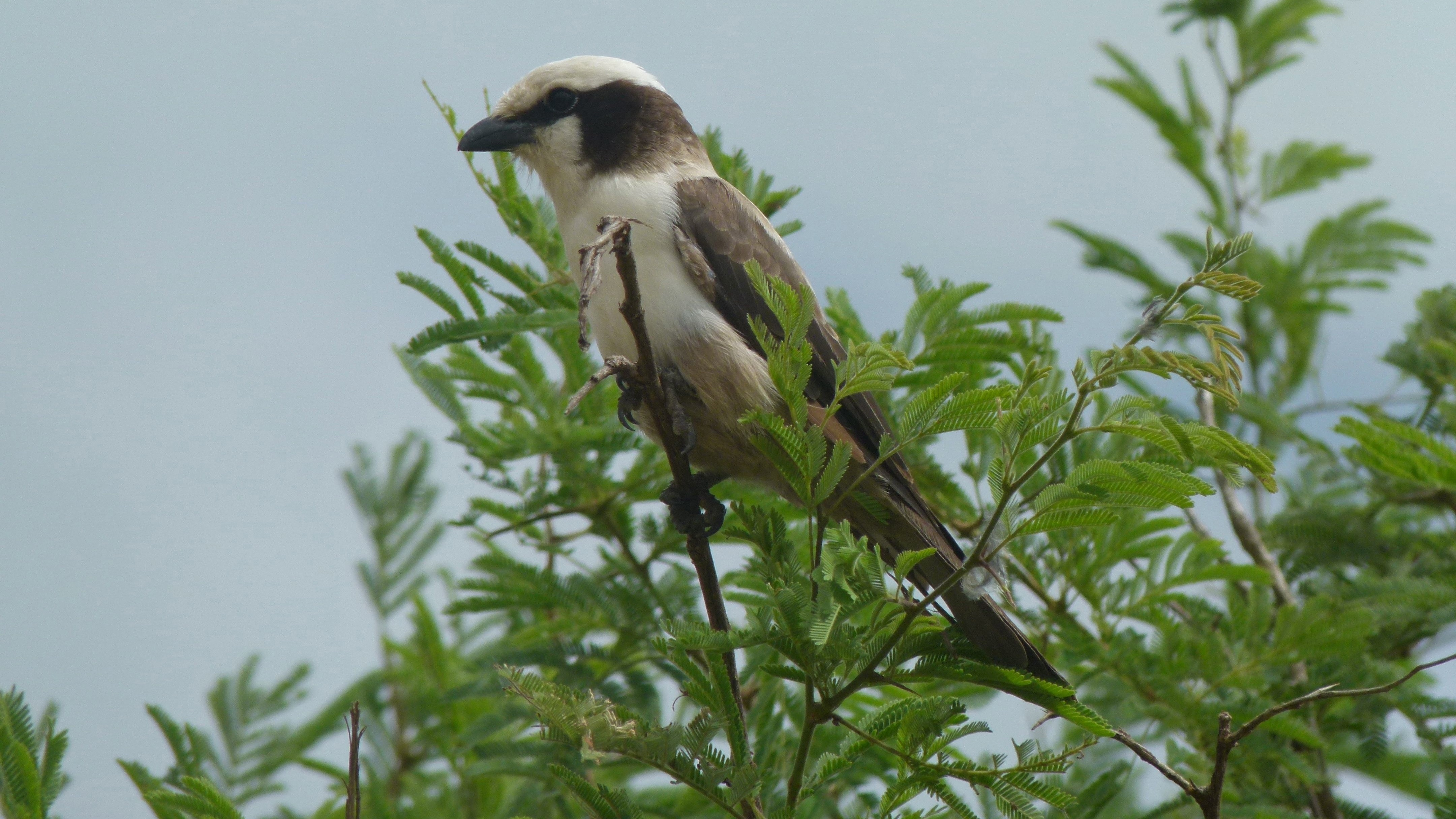
Eurocéphale à couronne blanche (Parc national Kruger, Afrique du Sud)

## Sous-espèces
Il en existe deux sous espèces :
- Eurocephalus anguitimens anguitimens;
- Eurocephalus anguitimens niveus.